# Списак професора емеритуса у Србији
Ово је списак професора емеритуса на универзитетима у Србији.

## Професори емеритуси Универзитета у Београду[1]
1. Проф. др Слободан Душанић – Филозофски факултет
2. Проф. др Љубомир Максимовић – Филозофски факултет
3. Проф. др Марија Богдановић – Филозофски факултет
4. Проф. др Никола Коњевић – Физички факултет
5. Проф. др Стеван Станковић – Географски факултет
6. Проф. др Никола Ристић – Пољопривредни факултет
7. Проф. др Радоје Чоловић – Медицински факултет
8. Проф. др Mирољуб Аџић – Maшински факултет
9. Проф. др Срђан Станковић – Електротехнички факултет
10. Проф. др Иванка Милетић – Фармацеутски факултет
11. Проф. др Слободан Грубачић – Филолошки факултет
12. Проф. др Јагош Пурић – Физички факултет
13. Проф. др Миодраг Остојић – Медицински факултет
14. Проф. др Слободан Милосављевић – Хемијски факултет
15. Проф. др Витомир Милановић – Електротехнички факултет
16. Проф. др Вукашин Павловић – Факултет политичких наука
17. Проф. др Марија Мостарица Стојковић – Медицински факултет
18. Проф. др Славица Спасић – Фармацеутски факултет
19. Проф. др Жељко Грбавчић – Технолошко-металуршки факултет
20. Проф. др Драган Стојановић – Филолошки факултет
21. Проф. др Душан Иванић – Филолошки факултет
22. Проф. др Атанасије Јевтић – Православни богословски факултет
23. Проф. др Александар Ивић – Рударско-геолошки факултет
24. Проф. др Бранислав Митровић – Архитектонски факултет
25. Проф. др Миљенко Перић – Факултет за физичку хемију
26. Проф. др Стеван Ђениже – Физички факултет
27. Проф. др Љиљана Карановић – Рударско-геолошки факултет
28. Проф. др Војислав Лековић – Стоматолошки факултет
29. Проф. др Павле Петровић – Економски факултет
30. Проф. др Слободан Петровић – Технолошко-металуршки факултет
31. Проф. др Милосав Огњановић – Машински факултет
32. Проф. др Зорана Јелић Ивановић – Фармацеутски факултет
33. Проф. др Љиљана Колар Анић – Факултет за физичку хемију
34. Проф. др Душан Старчевић – Факултет организационих наука
35. Проф. др Зоран Каделбург – Математички факултет
36. Проф. др Драган Митраковић – Технолошко-металуршки факултет
37. Проф. др Eндре Ромхањи – Технолошко-металуршки факултет
38. Проф. др Драган Буђевац – Грађевински факултет
39. Проф. др Бранко Ковачевић – Електротехнички факултет
40. Проф. др Владимир Бумбаширевић – Медицински факултет
41. Проф. др Марко Бумбаширевић – Медицински факултет
42. Проф. др Небојша Радуновић – Медицински факултет
43. Проф. др Даница Агбаба – Фармацеутски факултет
44. Проф. др Предраг Пипер – Филолошки факултет
45. Проф. др Дејан Поповић – Правни факултет
46. Проф. др Сима Аврамовић – Правни факултет
47. Проф. др Младен Лазић – Филозофски факултет
48. Проф. др Милан Дамњановић – Физички факултет
49. Проф. др Александар Седмак – Машински факултет

## Професори емеритуси Универзитета у Новом Саду[2]
1. Проф. др Мирјана Војиновић Милорадов – Факултет техничких наука
2. Проф. др Бранимир Гудурић – Медицински факултет
3. Проф. др Владимир Ковачевић – Факултет техничких наука
4. Проф. др Невенка Рончевић – Медицински факултет
5. Проф. др Радомир Фолић – Факултет техничких наука
6. Проф. др Лепосава Шиђанин – Факултет техничких наука
7. Проф. др Марија Краљевић Балалић – Пољопривредни факултет
8. Проф. др Маријана Царић – Технолошки факултет
9. Проф. др Драган Шкорић – Пољопривредни факултет
10. Проф. др Антун Маленица – Правни факултет
11. Проф. др Јелена Михаљев Мартинов – Медицински факултет
12. Проф. др Душан Сурла – Природно-математички факултет
13. Проф. др Ирина Суботић – Академија уметности
14. Проф. др Нада Перишић Јањић – Природно-математички факултет
15. Проф. др Славко Гордић – Филозофски факултет
16. Проф. др Слободан Ћурчић – Природно-математички факултет
17. Проф. др Свенка Савић – Филозофски факултет
18. Проф. др Марија Клеут – Филозофски факултет
19. Проф. др Бранка Лазић – Пољопривредни факултет
20. Проф. др Душан Петровачки – Факултет техничких наука
21. Проф. Влатко Гилић – Академија уметности
22. Проф. Боро Драшковић – Академија уметности
23. Проф. др Мило Бошковић – Правни факултет
24. Проф. др Првослав Јанковић – Педагошки факултет
25. Проф. др Каталин Каић – Учитељски факултет на мађарском наставном језику
26. Проф. др Миодраг Текић – Технолошки факултет
27. Проф. Милан Блануша – Академија уметности
28. Проф. др Богдан Косановић – Филозофски факултет
29. Проф. др Радмила Маринковић Недучин – Технолошки факултет
30. Проф. др Петар Циндрић – Пољопривредни факултет
31. Проф. мр Халил Тиквеша – Академија уметности
32. Проф. др Миодраг Злоколица – Факултет техничких наука
33. Проф. др Теодор Атанацковић – Факултет техничких наука
34. Проф. др Иштван Бикит – Природно-математички факултет
35. Проф. мр Вида Огњеновић – Академија уметности
36. Проф. др Радмила Ковачевић – Природно-математички факултет
37. Проф. др Вукадин Леовац – Природно-математички факултет
38. Проф. др Милка Ољача – Филозофски факултет
39. Проф. др Никола Грујић – Медицински факултет
40. Проф. др Илија Ћосић – Факултет техничких наука
41. Проф. др Бојан Срђевић – Пољопривредни факултет
42. Проф. др Александар Прокић – Грађевински факултет
43. Проф. др Јован Поповић – Медицински факултет
44. Проф. др Стеван Пилиповић – Природно-математички факултет
45. Проф. др Љиљана Пешикан-Љуштановић – Филозофски факултет
46. Проф. др Тихомир Петровић – Педагошки факултет у Сомбору
47. Проф. др Стевица Ђуровић – Природно-математички факултет
48. Проф. др Бранислав Боровац – Факултет техничких наука
49. Проф. др Сава Дамјанов – Филозофски факултет

## Професори емеритуси Универзитета у Нишу[3]
1. Проф. др Љубиша Митровић – Филозофски факултет
2. Проф. др Владисав Стефановић – Медицински факултет
3. Проф. др Љубиша Кочинац – Природно-математички факултет
4. Проф. др Владимир Нешић – Филозофски факултет

## Професори емеритуси Универзитета у Приштини[4]
1. Проф. др Томислав Ђокић – Медицински факултет
2. Проф. др Јагош Зеленовић – Економски факултет

## Професори емеритуси Универзитета у Крагујевцу[5]
1. Проф. др Иван Гутман – Природно-математички факултет
2. Проф. др Радмила Бакочевић – Филолошко-уметнички факултет
3. Проф. др Алекса Маричић – Технички факултет у Чачку
4. Проф. др Миодраг Лукић – Медицински факултет